# Ulrich Bischoff
Ulrich Bischoff (* 1947 in Hameln) ist ein deutscher Kunsthistoriker und Autor. Von 1994 bis 2013 war er Direktor der Galerie Neue Meister der Staatlichen Kunstsammlungen Dresden.

## Leben und Wirken
Ulrich Bischoff, der in Bremen die Schule besucht hatte, studierte Kunstgeschichte, Germanistik, Soziologie, Geschichte, Philosophie, Religionswissenschaften und Pädagogik in Tübingen und Berlin. Ab 1972 nach dem Magisterexamen hatte er zahlreiche Lehraufträge an der Akademie der Bildenden Künste München und an den Universitäten Berlin, Kiel, Hamburg, Passau und Dresden inne. 1977 erfolgte in Kunstgeschichte die Promotion zum Dr. phil. an der Freien Universität Berlin mit der   Dissertation Denkmäler der Befreiungskriege in Deutschland 1813–1815.
Von 1994 bis zum Eintritt in den Ruhestand im März 2013 war Bischoff Direktor der Gemäldegalerie Neue Meister der Staatlichen Kunstsammlungen in Dresden. Er ist Herausgeber zahlreicher Schriften in den Bereichen der Klassischen Moderne und der Zeitgenössischen Kunst und verfasste Biografien über Max Ernst, Paul Klee und Edvard Munch.
Seit 2010 ist Bischoff Honorarprofessor für Kunstgeschichte an der Technischen Universität Dresden (TU Dresden).

## Veröffentlichungen (Auswahl)
- Als Herausgeber: Romantik und Gegenwart. Festschrift für Jens Christian Jensen zum 60. Geburtstag. DuMont Buchverlag, Köln 1988, ISBN 978-3-7701-2268-4.
- Paul Klee. Bruckmann, München 1992, ISBN 3-7654-2565-6.
- Max Ernst 1891–1976. Jenseits der Malerei. Taschen, Köln 1988 u. Neuauflage 2013, ISBN 978-3-8228-6594-1.
- Edvard Munch 1863–1944. Bilder vom Leben und vom Tod. Taschen, Köln 1988 u. Neuauflage 2011, ISBN 978-3-8365-2715-6.
- Als Herausgeber: Galerie Neue Meister Dresden. 2 Bände. Verlag der Buchhandlung König, Köln 2010, ISBN 978-3-86560-856-7.